# USA-280
USA-280 (также встречается кодовое название Zuma) — секретный космический аппарат правительства Соединённых Штатов. Конкретные ведомства, которые отвечают за проект Zuma, не разглашаются.

## Запуск
Он построен компанией Northrop Grumman и запущен на низкую околоземную орбиту компанией SpaceX.
Первоначально он должен был быть запущен с помощью ракеты Falcon 9 со стартового комплекса LC-39A космического центра Кеннеди в середине ноября 2017 года. В рамках предполетной подготовки было проведено статическое огневое испытание ракеты-носителя, но результаты проверки головного обтекателя для другого клиента привели к задержке запуска на два месяца. Запуск планировался с LC-40 на базе ВВС США на мысе Канаверал 6 января 2018 года, но был перенесен и выполнен 8 января.
По данным ряда СМИ, запуск космического аппарата завершился неудачей. Согласно предоставленным сведениям, он не был вовремя отделен от верхней ступени ракеты-носителя и либо разрушился в космосе, не достигнув расчётной орбиты, либо разбился при падении в океан.
9 января президент SpaceX Гвинн Шотвелл заявила, что все ступени ракеты-носителя отработали штатно и любая иная информация является ложной. Заказчик запуска Northrop Grumman в то же время не комментирует результаты запуска, ссылаясь на секретность.
8 апреля 2018 года The Wall Street Journal, опираясь на мнения независимых экспертов, пришел к выводу, что космический аппарат не смог отделиться от верхней ступени из-за несовершенства конструкции крепления Northrop Grumman. Из-за секретности спутника подробная информация о его судьбе не публикуется.
По состоянию на 2018 год NORAD до сих пор указывает спутник в своём списке отслеживаемых космических объектов, не приводя, однако, орбитальных характеристик, что является обычной нормой для секретных запусков.

## Галерея

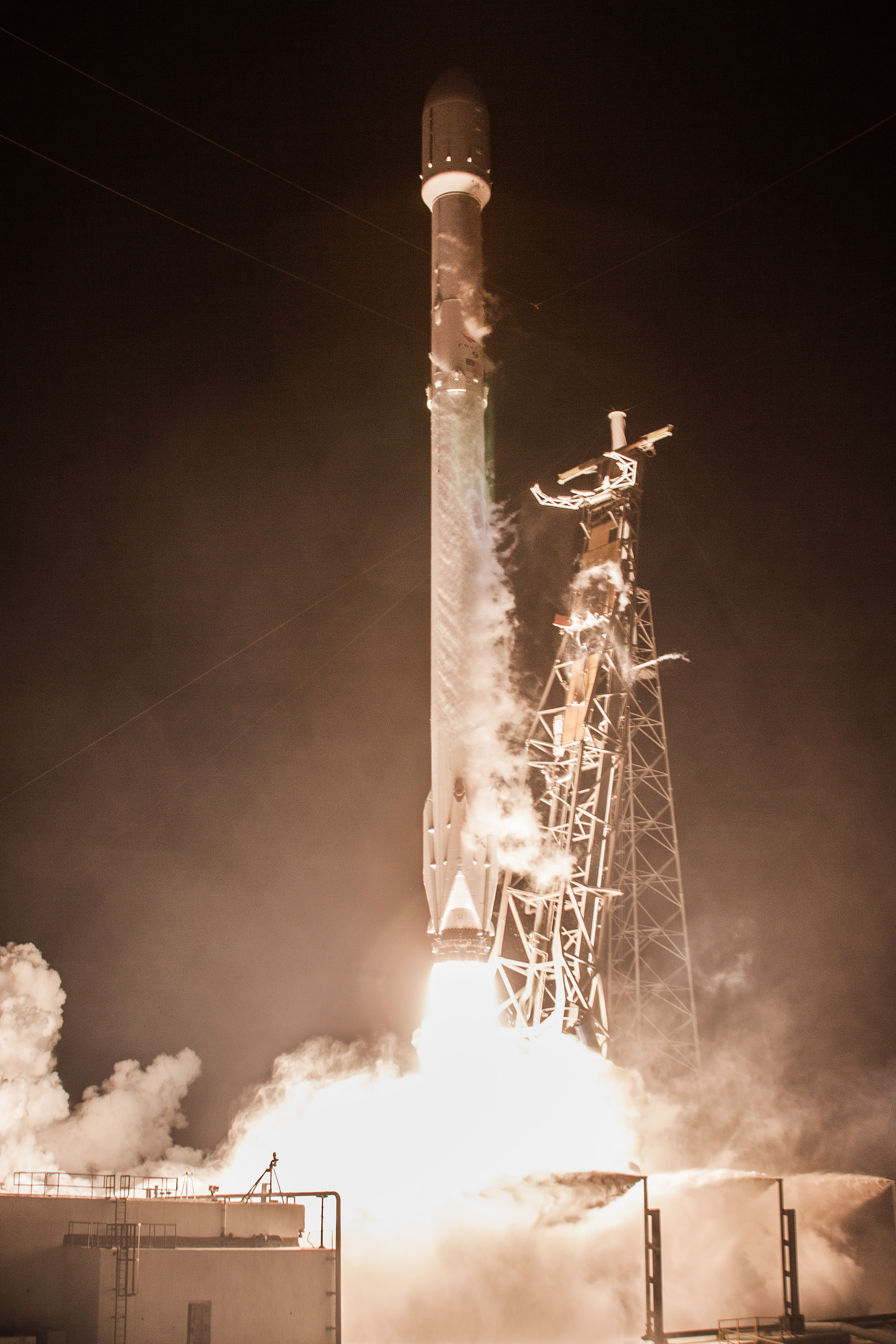
Запуск Zuma
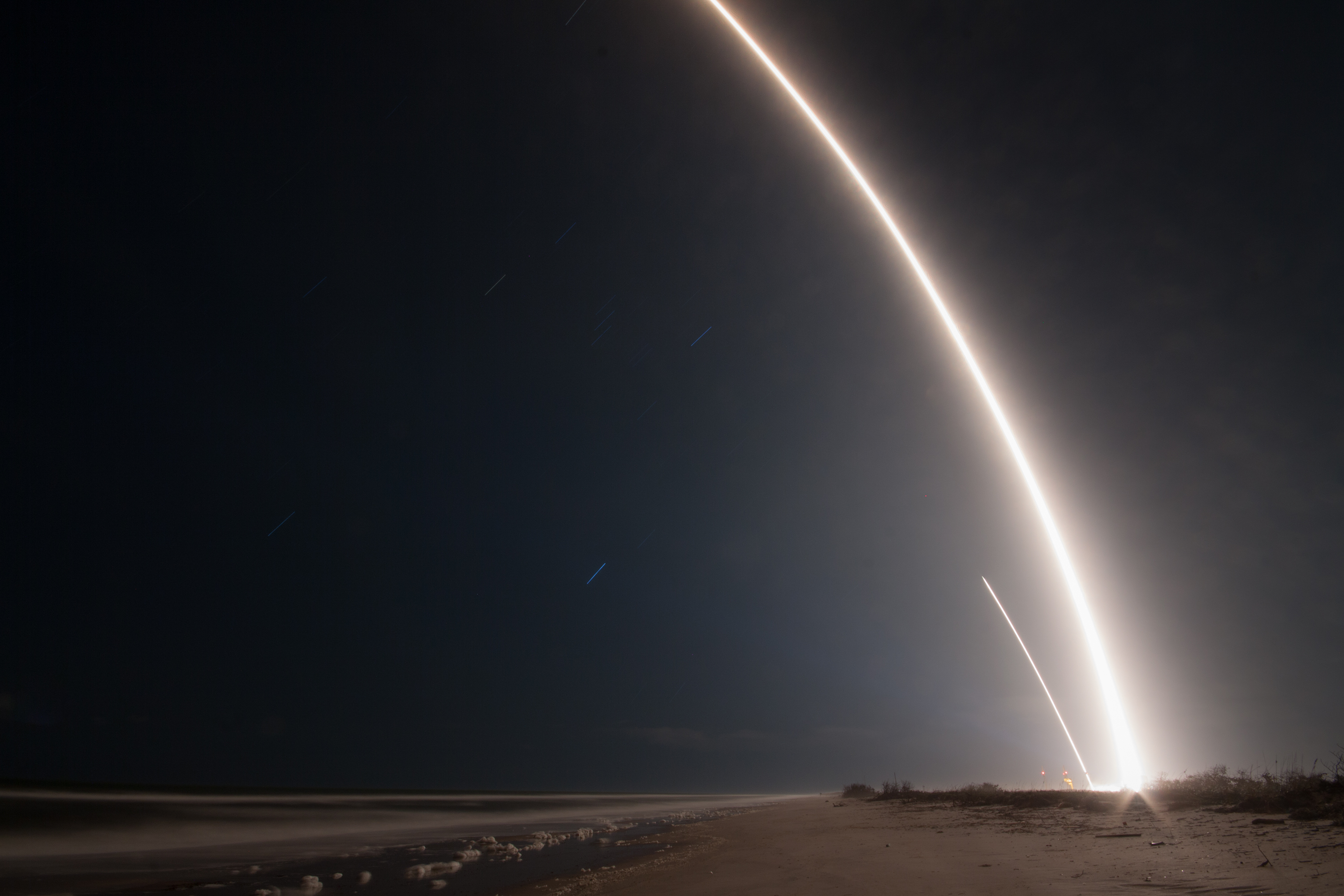
Длительная экспозиция запуска и посадки первой ступени Falcon 9
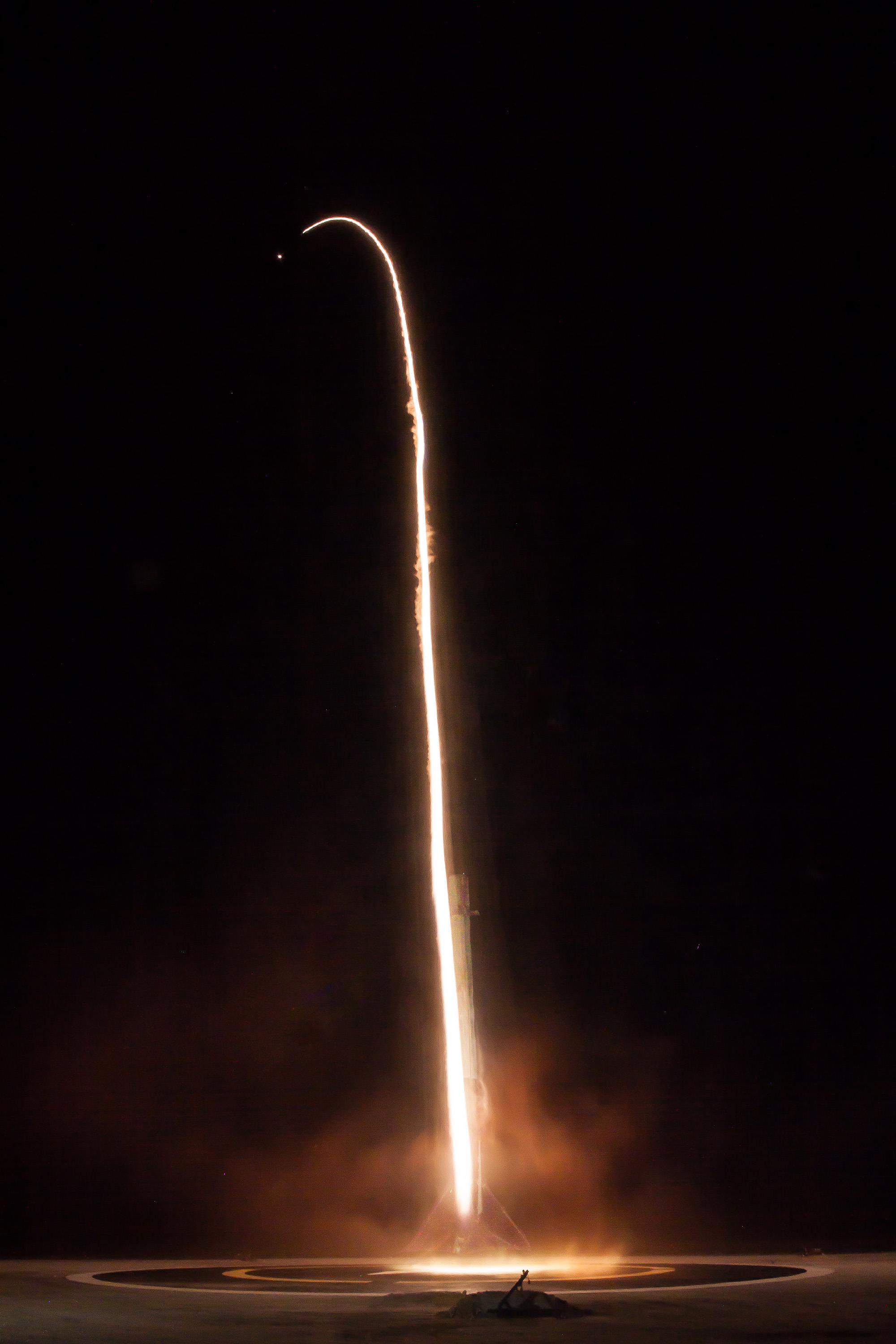
Длительная экспозиция возвращения и приземления первой ступени